# Dasua
Dasua é uma cidade  no distrito de Hoshiarpur, no estado indiano de Punjab.

## Geografia
Dasua está localizada a 31° 49′ N, 75° 40′ L. Tem uma altitude média de 240 metros (787 pés).

## Demografia
Segundo o censo de 2001, Dasua tinha uma população de 20,118 habitantes. Os indivíduos do sexo masculino constituem 52% da população e os do sexo feminino 48%. Dasua tem uma taxa de literacia de 76%, superior à média nacional de 59.5%: a literacia no sexo masculino é de 79% e no sexo feminino é de 73%. Em Dasua, 11% da população está abaixo dos 6 anos de idade.